# Каратас (Саркандський район)
Карата́с (каз. Қаратас) — станційне селище у складі Саркандського району Жетисуської області Казахстану. Входить до складу Лепсинського сільського округу.
Населення — 21 особа (2021; 94 у 2009, 104 у 1999, 97 у 1989).